# Liste der Baudenkmale in Lassan
In der Liste der Baudenkmale in Lassan sind alle denkmalgeschützten Bauten der Stadt Lassan (Mecklenburg-Vorpommern) und ihrer Ortsteile aufgelistet. Grundlage ist die Veröffentlichung der Denkmalliste des Landkreises Ostvorpommern mit dem Stand vom 30. Dezember 1996. 

## Baudenkmale nach Ortsteilen

### Lassan
| ID | Lage                     | Bezeichnung                                                     | Beschreibung | Bild                                                            |
| -- | ------------------------ | --------------------------------------------------------------- | --- | --------------------------------------------------------------- |
|    | Bergstrasse 1            | Wohnhaus                                                        | |                                                                 |
|    | Bergstraße               | Fabrikgebäude der FPG                                           | |                                                                 |
|    | Bergstrasse              | Kleinbahnhof, Abfertigungsgebäude und Lokschuppen               | |                                                                 |
|    | Bergstraße/Adlerstraße   | Speicher und Wohnhaus zur Adlerstraße                           | |                                                                 |
|    | Greifenstraße 4          | Haustür                                                         | |                                                                 |
|    | Greifenstraße 16         | Wohnhaus                                                        | |                                                                 |
|    | Greifenstraße 17         | Wohnhaus                                                        | |                                                                 |
|    | Greifenstraße 18         | Wohnhaus                                                        | |                                                                 |
|    | Greifenstraße 19         | Wohnhaus                                                        | |                                                                 |
|    | Hohentorstraße 1         | Wohnhaus, Fassade                                               | |                                                                 |
|    | Hohentorstraße 7         | Wohnhaus                                                        | |                                                                 |
|    | Hohentorstraße 8         | Wohnhaus                                                        | |                                                                 |
|    | Hohentorstraße 10        | Wohnhaus                                                        | |                                                                 |
|    | Hohentorstraße 14        | Wohnhaus                                                        | |                                                                 |
|    | Hohentorstraße 16        | Haustür                                                         | |                                                                 |
|    | Hohentorstraße 17        | Portal und Haustür                                              | |                                                                 |
|    | Hohentorstraße 20        | Wohnhaus                                                        | |                                                                 |
|    | Hohentorstraße 23        | Wohnhaus und ehemalige Mühle                                    | |                                                                 |
|    | Hohentorstraße 26        | Wohnhaus                                                        | |                                                                 |
|    | Hohentorstraße 27        | Haustür                                                         | |                                                                 |
|    | Hohentorstraße 29        | Wohnhaus                                                        | |                                                                 |
|    | Hohentorstraße 34        | ehemaliges Torwächterhaus (Wohnhaus)                            | |                                                                 |
|    |                          | Kirche                                                          | Frühgotischer Chor von der Mitte des 13. Jh., gotisches, dreischiffiges Langhaus mit drei Jochen, Westturm (mit barockem Turmhelm vom 17. Jh.) und sechsseitiger Treppenturm vom 15. Jh., Kreuzrippengewölbe auf oktogonalen Pfeilern, Altaraufsatz und Kanzel von 1727/29, Orgel von 1832, Renovierung von 1883 | Kirche                                                          |
|    | Lange Straße 7 (Karte)   | Wohnhaus                                                        | 1-gesch. sanierter Putzbau | Wohnhaus                                                        |
|    | Lange Straße 8 (Karte)   | Haustür                                                         | |                                                                 |
|    | Lange Straße 11 (Karte)  | Wohnhaus                                                        | | Wohnhaus                                                        |
|    | Lange Straße 12 (Karte)  | Haustür                                                         | |                                                                 |
|    | Lange Straße 13 (Karte)  | Wohnhaus                                                        | 2-gesch. sanierter Putzbau |                                                                 |
|    | Lange Straße 17 (Karte)  | Wohnhaus                                                        | | Wohnhaus                                                        |
|    | Lange Straße 19 (Karte)  | Wohnhaus                                                        | | Wohnhaus                                                        |
|    | Lange Straße 23 (Karte)  | Wohnhaus                                                        | |                                                                 |
|    | Lange Straße 27 (Karte)  | Wohnhaus                                                        | |                                                                 |
|    | Lange Straße 28 (Karte)  | Wohnhaus                                                        | |                                                                 |
|    | Lange Straße 31 (Karte)  | Wohnhaus                                                        | |                                                                 |
|    | Lange Straße 31a (Karte) | Wohnhaus                                                        | |                                                                 |
|    | Lange Straße 40a (Karte) | Haustür                                                         | |                                                                 |
|    | Lange Straße 41 (Karte)  | Wohnhaus, Fassade                                               | |                                                                 |
|    | Lange Straße 43 (Karte)  | Wohnhaus                                                        | | Wohnhaus                                                        |
|    | Lange Straße 45 (Karte)  | Wohnhaus                                                        | 2-gesch. sanierter Putzbau | Wohnhaus                                                        |
|    | Lange Straße 46 (Karte)  | Haustür                                                         | |                                                                 |
|    | Lange Straße 48 (Karte)  | Haustür                                                         | |                                                                 |
|    | Lange Straße 57 (Karte)  | Wohnhaus                                                        | | Wohnhaus                                                        |
|    | Lange Straße 59 (Karte)  | Wohnhaus                                                        | | Wohnhaus                                                        |
|    | Lange Straße 60 (Karte)  | Wohnhaus                                                        | |                                                                 |
|    | Lange Straße 62 (Karte)  | Haustür                                                         | |                                                                 |
|    | Lange Straße 63 (Karte)  | Haustür                                                         | |                                                                 |
|    | Lange Straße 66 (Karte)  | Wohnhaus                                                        | | Wohnhaus                                                        |
|    | Lange Straße 67 (Karte)  | Haustür                                                         | | Haustür                                                         |
|    | Markt 1                  | Wohnhaus                                                        | |                                                                 |
|    | Markt 2                  | Wohnhaus                                                        | | Wohnhaus                                                        |
|    | Markt 6                  | Haustür                                                         | |                                                                 |
|    | Markt 11                 | Wohn- und Geschäftshaus                                         | |                                                                 |
|    | Markt 12                 | Wohnhaus mit Stallscheune und Stall                             | | Wohnhaus mit Stallscheune und Stall                             |
|    | Mühlenstraße 2/3 (Karte) | Wassermühle mit Wohnhaus                                        | 2-gesch. Fachwerkgebäude vom 19. Jh. auf mächtigem Feldsteinsockel; heute Heimatmuseum Lassaner Mühle. | Wassermühle mit Wohnhaus                                        |
|    | Mühlenstraße 6           | Wohnhaus                                                        | |                                                                 |
|    | Mühlenstraße 8           | Haustür                                                         | |                                                                 |
|    | Mühlenstraße 14          | Wohnhaus                                                        | |                                                                 |
|    | Mühlenstraße 21          | Haustür                                                         | Lassen Mühlenstr. 21, Haustür | Haustür                                                         |
|    | Mühlenstraße 24          | Haustür                                                         | |                                                                 |
|    | Promenade                | Schützenhaus und Parkanlage                                     | |                                                                 |
|    | Schulstraße              | Schule (Grundschule)                                            | | Schule (Grundschule)                                            |
|    | Schulstraße              | Schule (Kindergarten)                                           | |                                                                 |
|    | Schulstraße              | Schule (Realschule)                                             | |                                                                 |
|    | Schützenhof 18           | Wohnhaus (Bauernhaus) mit Stallscheune                          | |                                                                 |
|    | Schützenhof 19           | Bauernhof mit Wohnhaus Scheune und Stallscheune                 | |                                                                 |
|    | Stadtmauer (Karte)       | Reste der Mauer mit Sockel aus Feld- und Mauer aus Backsteinen. | Stadtmauerrest vom 14. Jh., in den 2010 Jahre saniert und restauriert | Reste der Mauer mit Sockel aus Feld- und Mauer aus Backsteinen. |
|    | Vahlstraße 3             | Wohnhaus                                                        | |                                                                 |
|    | Vahlstraße 8             | Wohnhaus                                                        | |                                                                 |
|    | Wendenstraße 2           | Haustür                                                         | |                                                                 |
|    | Wendenstraße 4           | Haustür                                                         | |                                                                 |
|    | Wendenstraße 9           | Wohnhaus                                                        | |                                                                 |
|    | Wendenstraße 10          | Wohnhaus                                                        | |                                                                 |
|    | Wendenstraße 19          | Wohn- und Geschäftshaus                                         | |                                                                 |
|    | Wendenstraße 2           | Haustür                                                         | |                                                                 |
|    | Wendenstraße 21          | Wohnhaus                                                        | |                                                                 |
|    | Wendenstraße 23          | Haustür                                                         | |                                                                 |
|    | Wendenstraße 27          | Haustür                                                         | |                                                                 |
|    | Wendenstraße 30          | Küsterhaus, Haustür                                             | |                                                                 |
|    | Wendenstraße 31          | Pfarrhaus                                                       | |                                                                 |
|    | Wendenstraße 32          | Wohnhaus                                                        | |                                                                 |
|    | Wendenstraße 40          | Wohnhaus                                                        | |                                                                 |
|    | Wendenstraße 41          | Wohnhaus                                                        | |                                                                 |
|    | Wendenstraße 42          | Wohnhaus                                                        | |                                                                 |
|    | Wendenstraße 45          | Wohnhaus                                                        | |                                                                 |
|    | Wendenstraße 47          | Wohnhaus                                                        | |                                                                 |
|    | Wendenstraße 48          | Wohnhaus                                                        | |                                                                 |
|    | Wendenstraße 51          | Haustür                                                         | |                                                                 |
|    | Wendenstraße 52          | Haustür                                                         | |                                                                 |
|    | Wendenstraße 55          | Wohnhaus                                                        | | Wohnhaus                                                        |
|    | Wendenstraße 57          | Wohnhaus                                                        | |                                                                 |
|    | Wendenstraße 58          | Wohnhaus                                                        | |                                                                 |
|    | Wendenstraße 59          | Wohnhaus                                                        | 2-gesch. saniertes Fachwerkhaus |                                                                 |
|    | Wendenstraße 63          | Durchfahrtstor                                                  | | Durchfahrtstor                                                  |
|    | Wendenstraße 68          | Wohnhaus                                                        | |                                                                 |
|    | Wendenstraße 71          | Haustür                                                         | |                                                                 |
|    | Wendenstraße 73          | Haustür                                                         | |                                                                 |
|    | Wendenstraße 74 (Karte)  | Speicher                                                        | | Speicher                                                        |
|    | Wendenstraße 76          | Wohnhaus                                                        | 2-gesch. saniertes Fachwerkhaus |                                                                 |
|    | Wolgaster Straße 18      | Wohnhaus                                                        | |                                                                 |

### Vorwerk
| ID | Lage          | Bezeichnung       | Beschreibung | Bild |
| -- | ------------- | ----------------- | ------------ | ---- |
|    | Nr. 2a/d, 4/6 | Schnitterkasernen |              |      |

### Klein Jasedow
| ID | Lage | Bezeichnung                                   | Beschreibung | Bild |
| -- | ---- | --------------------------------------------- | ------------ | ---- |
|    |      | Gutspächterhaus mit Speicher, Stall und Allee |              |      |

### Papendorf
| ID | Lage | Bezeichnung               | Beschreibung | Bild |
| -- | ---- | ------------------------- | --- | ---- |
|    |      | Gutshaus und Nebengebäude | Gutshaus: 1-gesch., 10-achs., unsanierter Putzbau von um 1900 mit 2-gesch. Zwerchgiebel; Nebengutshaus: 1-gesch., 8-achs., unsanierter Putzbau um 1850 mit 2-gesch. Zwerchgiebel, beide Häuser mit Krüppelwalmen; Gut o.a. der Familien von Krassow (ab 1669), von Buggenhagen (nach 1784) und Barone von Le Fort (Lefort) (1833–1945). |      |

### Pulow
| ID | Lage | Bezeichnung     | Beschreibung                                                                             | Bild |
| -- | ---- | --------------- | ---------------------------------------------------------------------------------------- | ---- |
|    |      | Gutshaus        | 2-gesch., 11-achs. ruinöser Putzbau von um 1900 mit 2-gesch. Mittelrisalit und Mezzanin. |      |
|    |      | Neubauernhäuser |                                                                                          |      |
|    |      | Schmiede        |                                                                                          |      |